# I-pin
I-pin (čínsky pchin-jinem Yíbīn, znaky 宜宾) je město a městská prefektura v Čínské lidové republice. Leží na jihovýchodě provincie S’-čchuan u soutoku řek Min-ťiang a Jang-c’-ťiang. V roce 2020 žilo v prefektuře více než čtyři a půl milionu obyvatel na ploše necelých dvanácti a půl tisíce čtverečních kilometrů.
I-pin sousedí na jihu s prefekturou Čao-tchung v sousední provincii Jün-nan, na východě s Lu-čou, na západě s Le-šanem a Liang-šanem a na severu s C'-kungem.

## Historie
Osídlení nížiny se datuje do období nejméně 4000 let. Sídlo na místě dnešního města bylo založeno v období dynastie Chan (206 př. n. l. − 220 n. l.). Za Ming a dynastie Čching bylo město a jeho okolí známo jako Sü-čou. Jeho populace kolem roku 1907 byla odhadována na 50 000.

## Administrativní členění
Městská prefektura I-pin se člení na deset celků okresní úrovně, a sice tři městské obvody a sedm okresů.
| Cchuej-pching Nan-si Sü-čou okres · Ťiang-an okres · Čchang-ning okres · Kao okres · Kung okres · Ťün-lien okres · Sing-wen okres · Pching-šan |        |                       |                    |                                  |
| Název | Název  | Počet obyvatel (2020) | Rozloha km² (2020) | Hustota zalidnění (obyv. na km²) |
| český přepis | znaky  | Počet obyvatel (2020) | Rozloha km² (2020) | Hustota zalidnění (obyv. na km²) |
| Městské obvody |        |                       |                    |                                  |
| Cchuej-pching | 翠屏区 | 887 359               | 1 410              | 629                              |
| Nan-si | 南溪区 | 332 796               | 531                | 627                              |
| Sü-čou | 叙州区 | 938 157               | 2 022              | 464                              |
| Okresy |        |                       |                    |                                  |
| Ťiang-an | 江安县 | 424 470               | 947                | 448                              |
| Čchang-ning | 长宁县 | 327 904               | 943                | 348                              |
| Kao | 高县   | 380 893               | 1 323              | 288                              |
| Kung | 珙县   | 339 200               | 1 147              | 296                              |
| Ťün-lien | 筠连县 | 332 805               | 1 199              | 278                              |
| Sing-wen | 兴文县 | 380 036               | 1 377              | 276                              |
| Pching-šan | 屏山县 | 245 184               | 1 508              | 163                              |
| |        |                       |                    |                                  |
| Celkem | Celkem | 4 588 804             | 12 408             | 370                              |

## Rodáci
- Jung Changová (*1952) – spisovatelka